# Biotodoma cupido
Biotodoma cupido és una espècie de peix de la família dels cíclids i de l'ordre dels perciformes.

## Morfologia
- Els mascles poden assolir 9,7 cm de longitud total.[4][5]

## Hàbitat
És una espècie de clima tropical entre 23 °C-25 °C de temperatura.

## Distribució geogràfica
Es troba a Sud-amèrica: conca del riu Amazones al Perú, Bolívia i Brasil, i riu Essequibo a Guaiana.